# Gossypium herbaceum
Gossypium herbaceum ist eine Pflanzenart aus der Gattung Baumwolle (Gossypium). Sie stammt aus dem tropischen Asien und wird zur Gewinnung von Baumwollfasern angebaut.

## Beschreibung
Gossypium herbaceum ist eine einjährige oder ausdauernde Pflanze, sie bleibt krautig oder kann verholzen. Sie erreicht eine Wuchshöhe bis 1,5 m. Die Sprossachse, Blattstiele, Blütenstiele und die Blätter sind behaart. Die Laubblätter sind meist fünflappig, seltener drei- bis siebenlappig. Die Blattlappen sind breit oval und enden spitz. Das Blatt ist im Umriss rundlich mit einem Durchmesser von 2 bis 5 cm, nach anderen Angaben 5 bis 10 cm, der Blattgrund ist herzförmig. Der Blattstiel ist 2 bis 3,5 cm, (bis 8 cm) lang. Der Blattstiel und die beide Blattseiten sind behaart, besonders die Blattadern auf der Blattunterseite. Die Nebenblätter sind schmal, 0,5 bis 1,2 cm lang, sie fallen bald ab.
Die Blüten stehen einzeln in den Blattachseln. Die Blütenstiele sind 0,7 bis 2 Zentimeter lang und behaart. Der Außenkelch besteht aus drei an der Basis miteinander verwachsenen Hüllblättern. Sie sind breiter als lang, bis 3 cm groß, auf den Adern spärlich behaart, vorne mit sechs bis acht Zähnen, am Grund herzförmig. Der schüsselförmige Kelch ist fünflappig oder gerade abgeschnitten. Die Kronblätter sind gelblich, an der Basis mit je einem rötlichen Fleck. Sie sind umgekehrt-eiförmig und messen 2,5 bis 3,5 cm Länge bei 3 bis 4 cm Breite. Die Columna ist 1 cm lang. 
Die Kapselfrucht ist drei- bis fünfteilig, oval oder länglich, vorne geschnäbelt. Sie wird bis 2,5 bis 3 cm groß. Die ovalen Samen sind 0,6 bis 0,9 cm groß. Sie sind von langen weißen Fasern sowie kurzen, relativ fest haftenden Fasern umgeben.
Die Chromosomenzahl beträgt 2n = 26.

## Verbreitung
Gossypium herbaceum stammt aus Südwestasien. Sie wird im tropischen Asien kultiviert.

## Verwendung
Gossypium herbaceum (früher auch Bombax und Xylum genannt – gelegentlich auch Gossypium bombax) ist ein Lieferant von Baumwollfasern. In Kosmetikprodukten wird es in der Liste der Inhaltsstoffe als GOSSYPIUM HERBACEUM (INCI) aufgeführt.